# 신판화

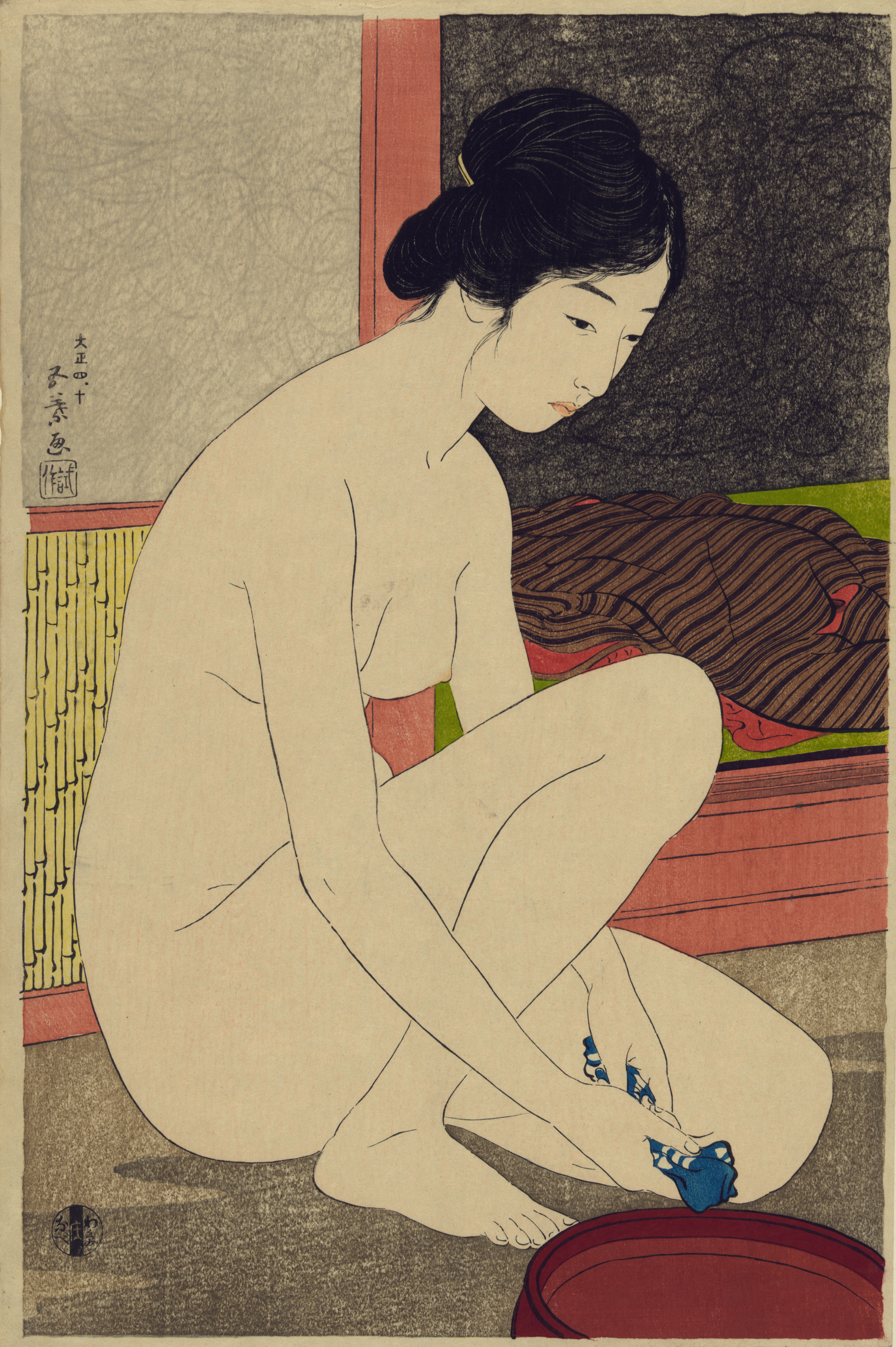
하시구치 고요의 《목욕하는 여인》(浴後の女, 요쿠고노 온나, 1916년 2월 출간). 와타나베 쇼자부로가 출간한 최초의 신판화 작품들 중 하나이다.

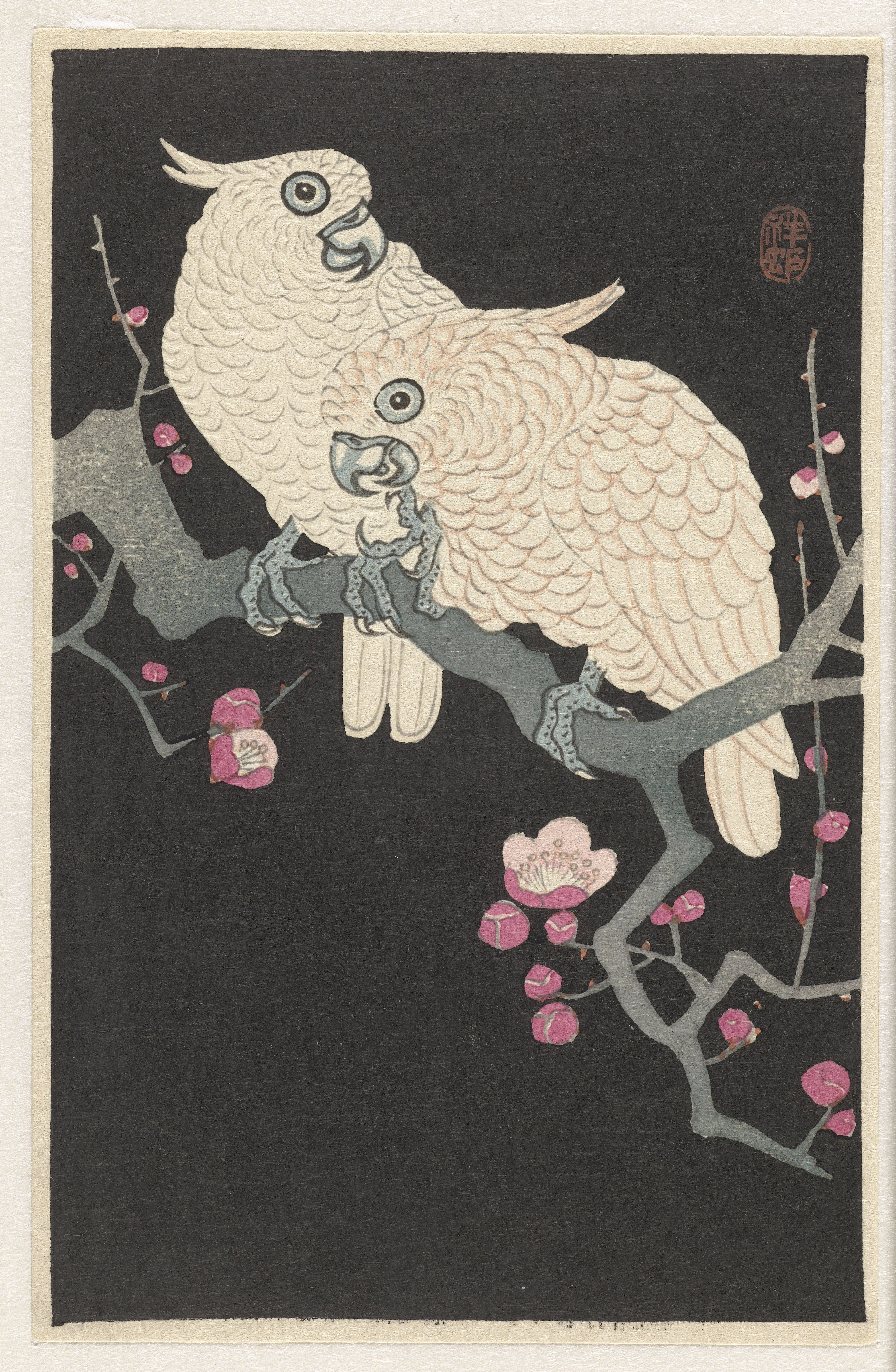
오하라 고손의 《매화나무의 두 마리 앵무새》(약 1925년~1935년)

신판화(일본어: 新版画 신한가[*])는 20세기 초 다이쇼와 쇼와 시대의 일본에서 일어난 미술 운동으로, 에도 시대와 메이지 시대(17세기~19세기)에 뿌리를 둔 전통적인 우키요에 미술을 부활시켰다. 창작판화(일본어: 創作版画 소사쿠한가[*]) 운동과는 달리, 화가, 조각가, 인쇄공, 출판업자가 분업하는 전통적인 우키요에의 협업 체계(판원 체계)를 유지했다.
이 운동은 출판업자 와타나베 쇼자부로(1885년~1962년)가 시작하고 발전시켰으며, 1915년경부터 1942년까지 번창했고, 제2차 세계 대전 이후 1950년대와 1960년대를 거치며 소규모로 재개되었다. 와타나베는 도쿄에 거주하던 유럽 화가인 프리드리히 카펠라리와 찰스 W. 바틀렛에게 유럽 인상주의(우키요에에 영감을 받았다)에서 영감을 받은 목판화를 제작하도록 제안했다.
신판화 작가들은 빛의 인상과 개인적 감정의 표현과 같은 서양의 요소들을 작품에 도입했다. 이들은 "손으로 그린 회화나 옛 모델에 구속되지 않고 창의성이 넘치고 예술성이 풍부한 작품을 창작"하고자 했기에, 손으로 그린 붓놀림을 모방하는 우키요에의 전통에서 벗어났다.
와타나베는 새로운 인쇄 기법을 도입했는데, 특히 바렌 스지즈리(바렌으로 의도적으로 남긴 인쇄 자국) 또는 고마즈리(인쇄된 반점)의 인쇄층을 광범위하게 사용했으며, 과거의 우키요에 판화보다 더 두껍고 보통 덜 촉촉한 종이를 사용했다. 와타나베는 신판화를 예술(藝術, 게이주쓰)로 여겼으며, 다카하시 쇼테이의 작품과 같은 노동 집약도가 낮은 기념품용 판화를 일컫는 신작판화(新作版画, 신사쿠한가)와는 구분했다. 그러나 신판화의 주제는 철저히 전통적인 것을 고수했다. 풍경화(風景畵, 후케이가), 명소(名所, 메이쇼), 미인화(美人畵, 비진가), 가부키 배우(役者繪, 야쿠샤에), 화조화(花鳥畵, 가초에) 등이 그 주제였다.

## 역사

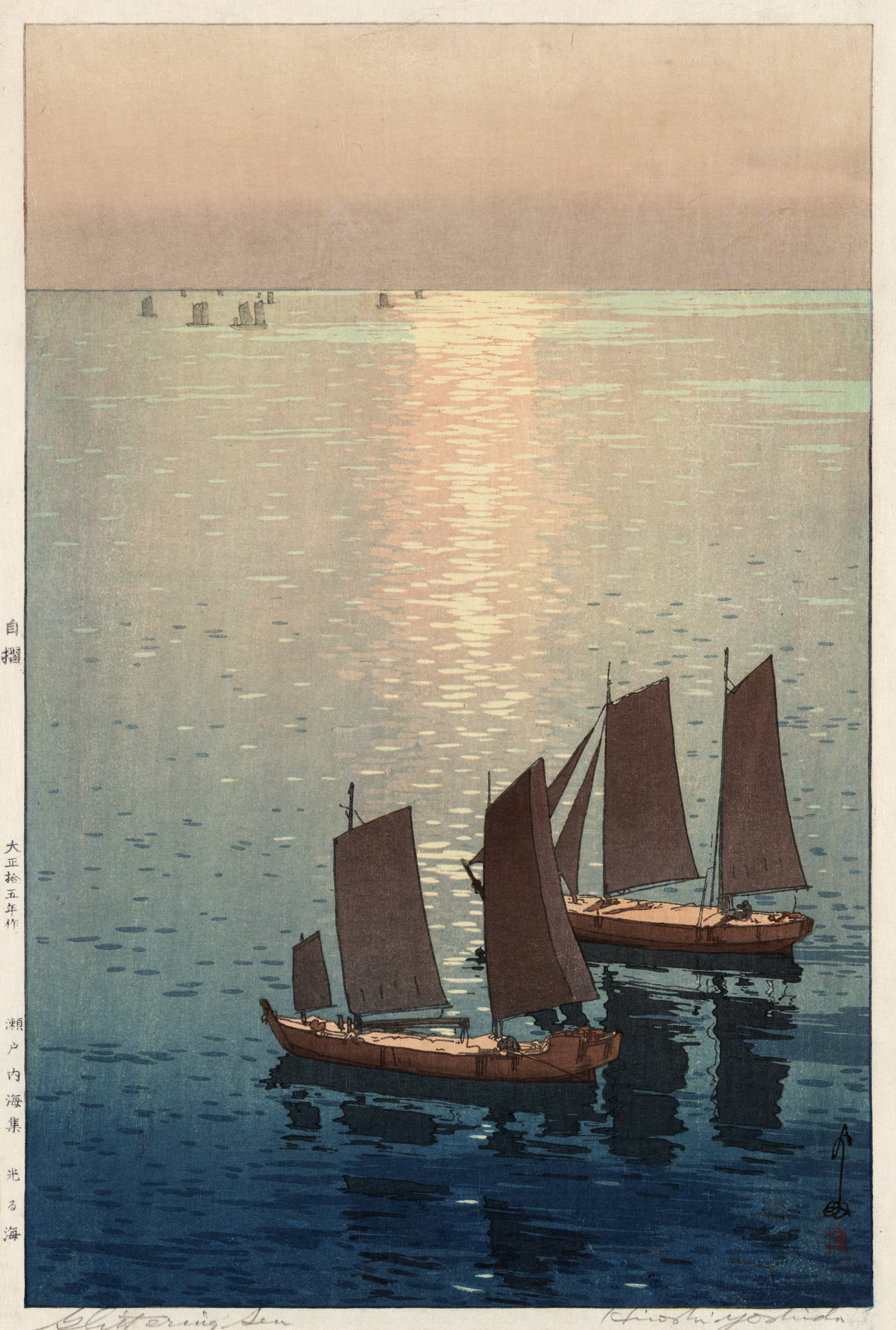
요시다 히로시의 《빛나는 바다》(光海, 히카리 우미, 1926년)

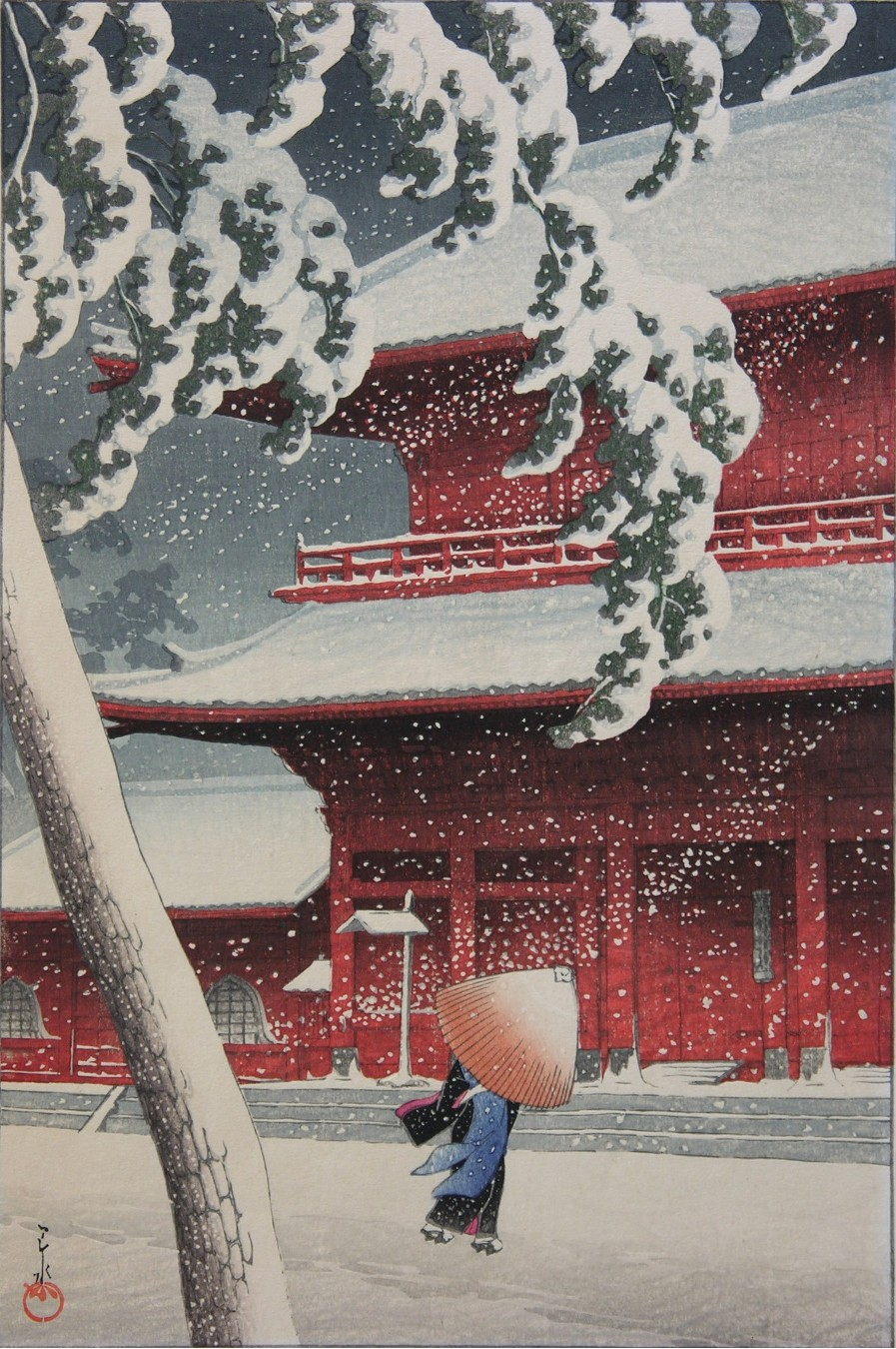
가와세 하스이의 《시바 조조지》(芝増上寺, 1925)

신판화는 주로 해외 시장을 겨냥했으며, 일본에 대한 향수 어린 낭만적 시각을 선호하는 서양인들의 취향에 부합하여 해외에서 큰 인기를 누렸다. 1920년대에는 《인터내셔널 스튜디오》, 《스튜디오》, 《아트 뉴스》, 《아트 다이제스트》 등의 잡지에서 신판화를 다룬 기사들이 실렸다. 최초로 수출된 신판화는 1916년 카펠라리와 바틀렛의 판화였으나, 해외 전시회는 1924년 3월 보스턴에서 처음 열렸다. 1926년 10월에는 헤론 미술관에서 68점의 작품으로 구성된 더 큰 규모의 전시회가 개최되었다. 이후 보스턴과 인디애나폴리스 순회 전시회를 주도했던 화가 요시다 히로시는 1930년과 1936년 오하이오주 톨레도 미술관에서 두 차례의 대규모 전시회를 조직하고 홍보하는 데 힘을 보탰다. 1930년대와 제2차 세계 대전 이후에는 로버트 O. 뮬러(1911년~2003년)와 같은 미술상들이 서구의 수요를 충족시키기 위해 신판화를 수입했다.
일본 국내에서는 신판화 시장이 크지 않았다. 자포니즘 전성기에 유럽인들이 우키요에를 순수 예술로 여긴 것과는 달리, 일본인들은 우키요에 판화를 대량 생산된 상업 제품으로 간주했다. 메이지 시대의 수십 년간의 근대화와 서구화를 거치면서 일본의 건축, 미술, 의복은 서양식을 따르게 되었다. 일본의 미술 학생들은 서양 전통에 따라 교육받았다. 서양 유화(洋画, 요가)는 고급 예술로 여겨져 문전(문부성 미술전람회, 분텐)으로부터 공식적인 인정을 받았다. 반면 신판화는 시대에 뒤떨어진 우키요에의 변형으로 여겨졌다. 문전에서는 배제되었고 유화나 조각보다 하위에 놓였다.
1920년대를 거치며 신판화에 대한 해외 수요가 증가하면서 판화의 복잡성은 감소했다. 바렌스지와 고마의 바탕층은 덜 사용되었고 전체적인 인쇄 횟수도 줄어들었다. 해외 수집가들의 취향에 맞추어 색상은 더 밝고 선명해졌다. 신판화는 기념품 시장에서 신작판화를 대체했고, 신작판화는 생산이 중단되었다.
전시 중 군사 정부가 예술과 문화에 대한 통제를 강화하면서 신판화는 쇠퇴했다. 1939년에는 육군 정보부의 후원 하에 육군미술협회가 설립되어 전쟁 미술을 장려했다. 1943년에는 전쟁화를 위한 공식 위원회가 설립되었고 미술 재료는 배급되었다. 같은 시기에 일본 판화의 해외 시장은 급격히 감소했다.
전후 신판화에 대한 수요는 예전의 기세를 되찾지 못했다. 그럼에도 소수의 작가들은 이 전통을 이어갔다. 이토 신스이(1898년~1972년)와 시무라 다쓰미(1907년~1980년) 같은 작가들은 1960년대와 1970년대에도 협업 체계를 계속 활용했다. 20세기 후반에 들어서면서 출판사들은 20세기 초의 신판화를 복제하는 데 주력했고, 한편으로는 창작판화가 국제 미술계에서 큰 인기와 명성을 누렸다. 21세기 초에는 가와세 하스이(1883년~1957년)와 요시다 히로시(1876년~1950년) 같은 초기 거장들의 작품과 폴 비니(1967년 ~)와 같이 신판화의 미학을 계승하는 새로운 작가들의 작품에 대한 시장 수요가 증가하면서 신판화의 인기가 어느 정도 되살아났다.
애플의 수장이었던 스티브 잡스는 신판화의 주요 수집가 중 한 명이었다.

## 신작판화와 비교
신작판화(新作版画, 신사쿠한가, '새로 만든 판화', '새로 만든, 우키요에 복제가 아닌 판화')와 신판화는 종종 혼동되어 왔다. 신작판화는 신판화의 선구자로, 마찬가지로 출판업자 와타나베 쇼자부로가 제작했다. 1907년 다카하시 쇼테이의 판화로 시작되어 1927년경까지 번성했으며, 신판화의 인기가 높아짐에 따라 반비례하여 그 인기가 쇠퇴했다. 1935년에는 완전히 중단되었다.
신작판화는 본질적으로 우키요에, 특히 히로시게의 판화를 현대화한 것이었다. 신판화와 비교하면, 당시의 일본을 묘사하지 않고 대신 근대적 판화 기법으로 산업화 이전, 메이지 시대 이전 일본의 향수 어린 풍경을 담아냈다. 기법적 특징으로는 우키요에의 손으로 그린 붓놀림을 계속해서 모방했고(신판화는 이러한 붓놀림의 모방을 명시적으로 거부했다), 전통 우키요에의 특징인 윤곽선과 넓은 면적의 단색 사용을 점차 피하기 시작했다.
이러한 양식은 초기에 일본을 방문한 관광객들 사이에서 큰 인기를 얻었고(와타나베는 이를 '기념품용 판화'라고 표현했다) 해외 수출용으로도 인기가 있었다. 일반적으로 신판화보다 작은 크기의 이 판화들은 제작비용과 구매 가격이 더 저렴했으며, 결과적으로 와타나베가 신판화 운동을 발전시키는 데 필요한 재정적 안정성을 제공했다.
가장 잘 알려진 신작판화 작가로는 다카하시 쇼테이, 오하라 고손, 이토 소잔, 나라자키 에이쇼가 있다. 이들은 모두 후에 신판화로 전향했다.

## 주요 작가
- 아라이 요시무네
- 하시구치 고요
- 히라노 하쿠호
- 이토 신스이
- 이토 유한
- 가부라기 기요카타
- 가와세 하스이
- 엘리자베스 키스
- 기타노 쓰네토미
- 고바야카와 기요시
- 나토리 슌센
- 오하라 고손
- 오카다 고이치
- 오타 마사미쓰(오타 가코로도 알려짐)
- 고무라 세타이
- 시무라 다쓰미
- 가사마쓰 시로
- 다카하시 쇼테이(히로아키로도 알려짐)
- 아사노 다케지
- 도리이 고톤도
- 쓰치야 고이쓰
- 쓰치야 라쿠산
- 야마카와 슈호
- 야마무라 도요나리
- 요시다 히로시

## 더 읽어보기
- Blair, Dorothy. Modern Japanese prints: printed from a photographic reproduction of two exhibition catalogues of modern Japanese prints published by the Toledo Museum of Art in 1930–1936. Ohio: Toledo Museum of Art, 1997.
- Brown, K. and Goodall-Cristante, H. Shin-Hanga: New Prints in Modern Japan. Los Angeles County Museum of Art, 1996. ISBN 0-295-97517-2
- Hamanoka, Shinji. Female Image: 20th Century Prints of Japanese Beauties. Hotei Publishing 2000. ISBN 90-74822-20-7
- Jenkins, D. Images of a Changing World: Japanese Prints of the Twentieth Century. Portland: Portland Art Museum, 1983. ISBN 0-295-96137-6
- Menzies, Jackie. Modern boy, Modern Girl: Modernity in Japanese Art 1910–1935. Sydney, Australia: Art Gallery NSW, c. 1998. ISBN 0-7313-8900-X
- Merritt, Helen and Nanako Yamada.  (1995). Guide to Modern Japanese Woodblock Prints, 1900–1975. Honolulu: University of Hawaii Press.	ISBN 9780824817329; ISBN 9780824812867; OCLC 247995392
- Merritt, Helen. Modern Japanese Woodblock Prints: The Early Years. Honolulu: University of Hawaii Press 1990. ISBN 0-8248-1200-X
- Milone, Marco. La xilografia giapponese moderno-contemporanea, Edizioni Clandestine, 2023, ISBN 88-6596-746-3
- Mirviss, Joan B. Printed to Perfection: Twentieth-century Japanese Prints from the Robert O. Muller Collection. Washington D.C.: Arthur M. Sackler Gallery, Smithsonian Institution and Hotei Publishing 2004. ISBN 90-74822-73-8
- Newland, Amy Reigle. (2005). Hotei Encyclopedia of Japanese Woodblock Prints. Amsterdam: Hotei. ISBN 9789074822657; OCLC 61666175
- Smith, Lawrence. Modern Japanese Prints 1912–1989. New York, London, Paris: Cross River Press, 1994.
- Swinton, Elizabeth de Sabato. Terrific Tokyo: A panorama in Prints from the 1860s to the 1930s. Worcester: Worcester Art Museum, 1998. ISBN 0-936042-00-1
- Masuda, Koh. Kenkyusha's New Japanese-English Dictionary, Kenkyusha Limited, Tokyo 1991, ISBN 4-7674-2015-6
- Shimizu, Hisao The Publisher Watanabe Shozaburo and the Birth of Shin-Hanga in Water and Shadow: Kawase Hasui and Japanese Landscape Prints edited by Kendall Brown, Hotei Publishing, 2014. ISBN 9789004284654
- Watanabe, Shozaburo Shin-hanga o tsukuru ni tsuite no watashi no iken [My opinions about how to make shin-hanga] in Bijutsu gaho vol 44 no 8 (August 1921).